# Кеньо-Мару
Кеньо-Мару (Kenyo Maru) — судно, яке під час Другої світової війни взяло участь у операціях японських збройних сил проти Перл-Гарбору, в Індійському океані, проти атола Мідвей, на Соломонових та Каролінських островах.

## Передвоєнна історія
Танкер Кеньо-Мару спорудили в 1939 році на верфі Kawasaki Dockyard у Кобе на замовлення компанії Kokuyo Kisen.
Влітку 1941-го судно задіяли у експерименті з диверсійними мінісубмаринами. Кеньо-Мару під час рейсу до Північної Америки зайшло на атол Кваджелейн (Маршаллові острови), де взяло на буксир такий корабель та повело його в зануреному положенні на буксирі до Гавайських островів. У якийсь момент інший танкер розпочав буксирування у зворотному напрямку, а Кеньо-Мару попрямувало до Лос-Анджелесу.
17 серпня 1941-го Кеньо-Мару реквізували для потреб Імперського флоту Японії, після чого до 27 вересня воно пройшло певну модернізацію (відомо, що судно мало захисне озброєння з однієї 120-мм гармати). Також танкер отримав здатність провадити бункерування інших кораблів у морі й у листопаді провів відповідні тренування.

## Операція проти Перл-Гарбору
У межах підготовки до удару по Перл-Гарбору Кеньо-Мару та ще кілька танкерів зібрались у затоці Хітокаппу на острові Еторофу (наразі Ітуруп) у Курильському архіпелазі. 26 листопада 1941-го ця група полишила Еторофу та попрямувала до центральної частини Тихого океану. Вже 28 листопада Кеньо-Мару провело бункерування авіаносця «Акагі». Дозаправка бойових кораблів тривала й наступними днями в умовах штормового моря. 6 грудня Кеньо-Мару провело останню дозаправку, після чого разом з кількома іншими танкерами рушило під охороною есмінця «Касумі» до району очікування, в якому мало зустрітись з авіаносцями на їх зворотному шляху (пізніше охорону цього загону підсилили легкий крейсер «Абукума» та есмінець «Танікадзе»). 23 грудня Кеньо-Мару повернулось до Японії.

## Операція в Індонезії
28 січня — 4 лютого 1942-го Кеньо-Мару пройшло на Палау (важлива база на заході Каролінських островів), куди невдовзі прибуло головне ударне з'єднання. Тут танкер провів бункерування лінкорів «Кірішіма» та «Хіей», а 10—15 лютого пройшов до Каногави для отримання пального.
Вже 17 лютого 1942-го Кеньо-Мару вирушив на південь до Нідерландської Ост-Індії, де в Старінг-Бей (південно-східний півострів острова Целебес) збиралось велике угруповання в межах операції заволодіння Явою. 24 лютого Кеньо-Мару та ще 3 танкери вийшли зі Старінг-Бей під охороною есмінців 27-ї дивізії (відомо, що в Яванській операції з її складу брали участь «Аріаке» та «Югуре»). Під час походу Кеньо-Мару провів бункерування лінкора «Кірішіма», а 10 березня танкерний загін прибув назад до Старінг-Бей. 15 березня Кеньо-Мару бункерував тут лінкор «Хіей», а за кілька діб уже прибув до Мако (важлива база ВМФ на Пескадорських островах у південній частині Тайванської протоки).

## Рейд у Індійський океан
24 березня 1942-го танкер вийшов з Мако та 31 числа прибув у район за кілька сотень кілометрів від південного виходу із Зондської протоки (розділяє Суматру та Яву). Тут він приєднався до авіаносного з'єднання, яке за кілька діб до того вирушило зі Старінг-Бей у рейд до Індійського океану. До 2 квітня танкер провів бункерування різноманітних кораблів, включаючи авіаносець «Акагі» та лінкори «Харуна» і «Кірішіма», після чого вирушив у призначений район очікування в супроводі есмінця «Аянамі» та 4 квітня прибув до Порт-Блер (Андаманські острови).
11 квітня танкерна група зустрілася з ударним з'єднанням, яке поверталось після ударів по острову Цейлон, при цьому Кеньо-Мару дозаправив авіаносець «Дзуйкаку». Далі танкер (так само як і з'єднання) попрямував до Японії та на переході бункерував «Хіей». 22 квітня Кеньо-Мару прибув до Куре.

## Битва під Мідвеєм
26 травня 1943-го Кеньо-Мару разом з іншими танкерами групи постачання вийшли з Хашіраджіми. Наступної доби звідси рушили головні сили авіаносного з'єднання, які 28 травня наздогнали танкери. 3 червня група постачання завершила дозаправку бойових кораблів, які рушили до бою та 4—5 червня зазнали катастрофічної поразки в битві під Мідвеєм.
15 червня 1942-го Ніппон-Мару прибув до Йокосуки й наступні два з половиною місяці провів у Японії.

## Операції на Соломонових островах
На початку серпня 1942-го союзники висадились на сході Соломонових островів, що започаткувало шестимісячну битву за Гуадалканал та змусило японське командування перекидати сюди підкріплення. Ще 21 серпня Кеньо-Мару перебував у Куре, а вже 30 серпня зустрівся з силами флоту, які патрулювали північніше від Соломонових островів (за кілька діб до того унаслідок ударів авіації було зірване проведення конвою з підкріпленнями на Гуадалканал, проте з'єднання японських бойових кораблів ще півтора тижня залишалось у морі). 5 вересня Кеньо-Мару разом з дивізією крейсерів прибув на атол Трук у центральній частині Каролінських островів (тут ще до війни створили потужну базу японського ВМФ, з якої до лютого 1944-го провадились операції в низці архіпелагів).
За кілька діб японський флот знову вийшов з Труку та два тижні патрулював північніше від зазначеного архіпелагу. Кеньо-Мару знову взяв участь його забезпеченні, зокрема відомо, що танкер 16 вересня бункерував важкий крейсер «Мьоко».
10 жовтня Кеньо-Мару та ще один танкер вийшли з Труку (можливо, під ескортом есмінця «Судзукадзе»), а наступного дня звідси вирушило в похід велике угруповання, метою якого все так же була підтримка операцій на Гуадалканалі з району північніше від архіпелагу. Упродовж наступного тижня Кеньо-Мару провів бункерування численних кораблів — важких крейсерів та есмінців, а 17 числа прибув на Трук, де взяв новий вантаж від танкера «Ніссо-Мару». Далі Кеньо-Мару знову рушив до з'єднання, що курсувало в морі, та на початку останньої декади жовтня провів бункерування авіаносця «Дзуйхо» та важкого крейсера «Тікума». 26 жовтня відбулось зіткнення авіаносців, відоме як битва біля островів Санта-Круз, за кілька діб після якої флот повернувся на Трук. На переході до останнього Кеньо-Мару бункерував важкі крейсери «Судзуя» та «Кумано», а 7 листопада вже прибув до Японії.

## Походи до Південно-Східної Азії
Щонайменше з січня 1943-го Кеньо-Мару розпочав курсувати між Труком і Південно-Східною Азією, звідки доправляв паливо для зібраних у Мікронезії сил флоту. Так, відомо, що танкер 16 січня вийшов з Труку та 23 числа прибув до Балікпапану (центр нафтовидобутку на східному узбережжі острова Борнео), а вже 31 січня (за іншими даними — 10 лютого) повернувся на Трук.
18 березня 1943-го Кеньо-Мару полишив Трук, проте 18 квітня повернувся туди.
18 травня 1943-го танкер прибув до Йокосуки (можливо відзначити, що за тиждень до того американці розпочали операцію з повернення під свій контроль двох островів Алеутського архіпелагу і 17—22 травня 1943-го з Труку до Японії пройшов загін великих кораблів, проте через падіння острова Атту вони в підсумку так і не були введені в бій).

## Нові походи для постачання флоту на Труці
2—10 липня 1943-го Кеньо-Мару пройшов у складі конвою з Сасебо до Сінгапура, а 18—29 липня перейшов на Трук.
14—19 серпня 1943-го Кеньо-Мару разом з конвоєм № 7144 пройшов з Труку на Палау, 20—26 серпня здійснив перехід до Балікпапану (центру нафтовидобутку на східному узбережжі острова Борнео) в конвої № 2508, а 14 вересня знову був на Палау. Звідси 16—19 вересня в конвої № 8161 Кеньо-Мару пройшов на Трук.
У середині жовтня 1943-го танкер уже знову був у Індонезії, де, зокрема, відвідав Сурабаю (східна частина острова Ява). 20—23 жовтня Кеньо-Мару прийняв вантаж у Балікпапані, після чого попрямував у конвої на Трук. Втім, уже 24 жовтня він зіткнувся з іншим танкером конвою «Нічієй-Мару» та через отримані пошкодження був вимушений повернутись до Балікпапану, де перебував понад місяць. Лише 30 листопада Кеньо-Мару рушив у рейс у складі конвою, 4 грудня прибув на Палау, а 11 числа досягнув Труку.

## Останній рейс
18 грудня 1943-го Кеньо-Мару знову попрямував до Індонезії по паливо. До Палау він пройшов як єдине судно конвою № 7181, а далі 28 грудня дістався Таракану (ще один центр нафтовидобутку на сході Борнео) в конвої № 2516. На початку січня 1944-го танкер відвідав Балікпапан, а 8 січня рушив у Мікронезію у складі конвою із кінцевим пунктом призначення на Труці. 14 січня в районі за вісім сотень кілометрів на схід від Палау японський загін перестріли три американські підводні човни. Спершу були потоплені есмінець «Садзанамі» та танкер «Ніппон-Мару», а в останній за часом атаці субмарина USS Guardfish торпедувала й потопила «Кеньо-Мару», загинуло 3 члени екіпажу.